# Кшикоми
Кшикоми (пол. Krzykomy) — село в Польщі, у гміні Оброво Торунського повіту Куявсько-Поморського воєводства.
У 1975-1998 роках село належало до Торунського воєводства.